# Karbonat

Strukturformeln för en karbonatjon.

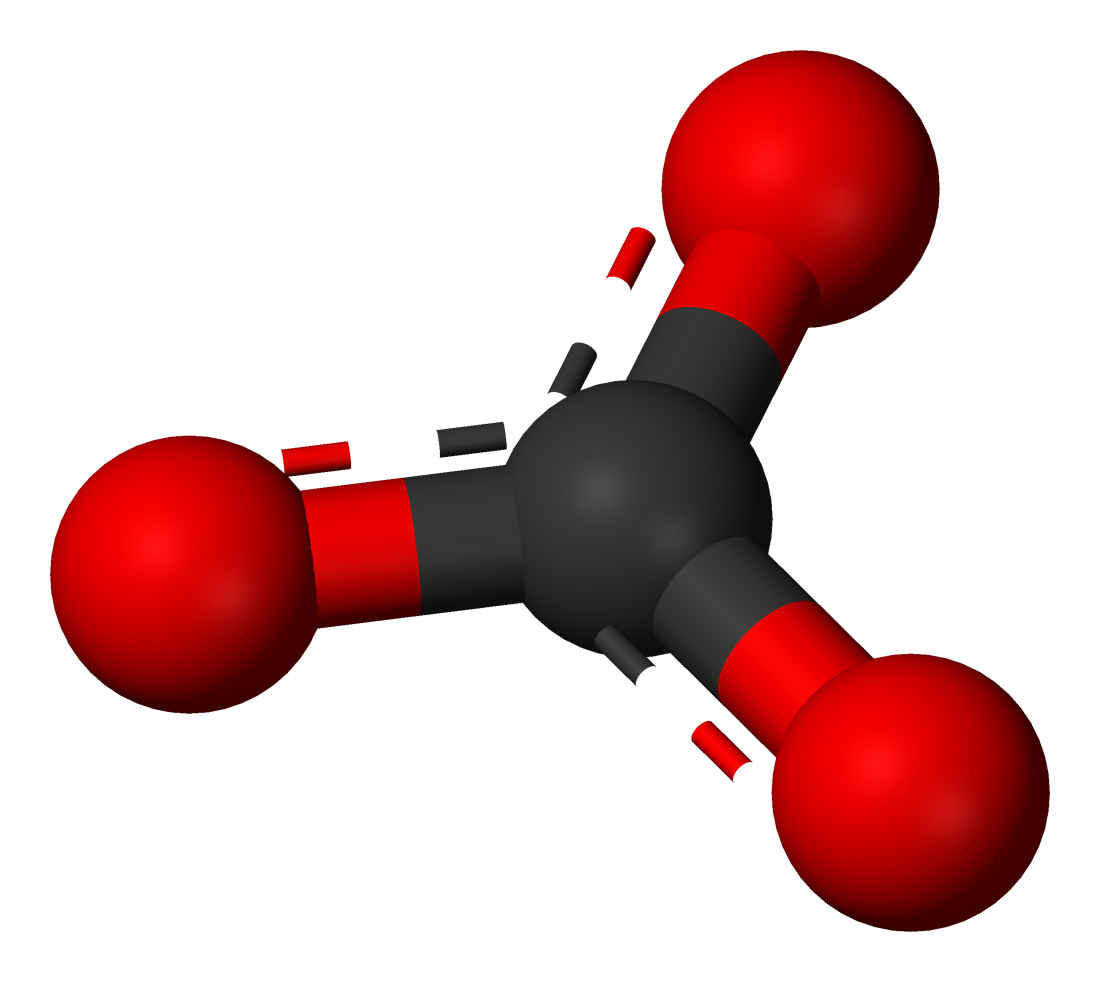
Molekylmodell av en karbonatjon.

Ett karbonat är ett salt av kolsyra. Karbonater innehåller den negativa komplexa karbonatjonen, CO32– (en kol och tre syre). Karbonatjonen har vanligtvis plan trigonal geometri. Den konjugerade syran till den basiska karbonatjonen utgörs av vätekarbonatjonen HCO3−.
Karbonatmineral utgör en stor grupp mineral. Ett av jordskorpans vanligaste mineral är kalciumkarbonat, CaCO3, kalk, vilken förekommer i många olika former, till exempel kalkspat eller kalcit samt marmor. Stora delar av jordens koldioxid finns bundet i bergarternas karbonater.
En annan karbonat är natriumkarbonat,Na2CO3, och om man löser det i vatten blir det ett basiskt ämne.

## Källhänvisningar
1. ↑   karbonat i Nationalencyklopedins nätupplaga. Läst 28 januari 2015.